# Faustí Valentín i Torrejón
Faustí Valentín i Torrejón (Nules, ??? - França, 1944) fou un advocat i polític valencià, alcalde de València i diputat a les Corts Espanyoles durant la restauració borbònica.
Tot i militar al Partit d'Unió Republicana Autonomista, el 1906 participà en la fundació de València Nova i l'agost de 1918 va presentar una moció que demanava l'ensenyament del valencià en les escoles de la ciutat, raó per la qual fou durament atacat des del diari El Pueblo, dirigit pel cap del PURA, Fèlix Azzati i Descalci. Tot i això, fou alcalde de València entre gener de 1918 i desembre de 1919, i durant el seu mandat va crear una Junta de Subsistències encarregada de regular els preus i d'intentar evitar els moviments especulatius en el preu del pa. També fou diputat a les Corts Espanyoles pel districte de Nules el 1923.
A les eleccions generals espanyoles de 1933 fou elegit diputat per la província de València, però el 1934, disconforme amb la política d'Alejandro Lerroux, abandonà el partit, i juntament amb Juli Just Jimeno i Vicent Marco Miranda fundà Esquerra Valenciana. A les eleccions generals espanyoles de 1936, però, fou elegit diputat per la província de Càceres per Unió Republicana dins les files del Front Popular.
En esclatar la guerra civil espanyola es mantingué fidel a la República i el 21 d'agost de 1936 va ser nomenat vocal d'avituallament de la Comissió Provincial de Reclutament de Conca presidida per Luis García Cubertoret, encarregada de formar l'exèrcit del bàndol republicà.
En acabar la guerra marxà a l'exili i fou vocal de la Junta del Junta d'Auxili als Republicans Espanyols (JARE), presidida per Lluís Nicolau d'Olwer, organisme que tenia per objecte administrar quants recursos i béns pugui i hagin de destinar-se a l'auxili dels qui emigren d'Espanya per defensar les Institucions democràtiques del nostre país, administrant part del famós tresor transportat a Mèxic en el iot "Vita".